# Huntingdon (Pensylwania)

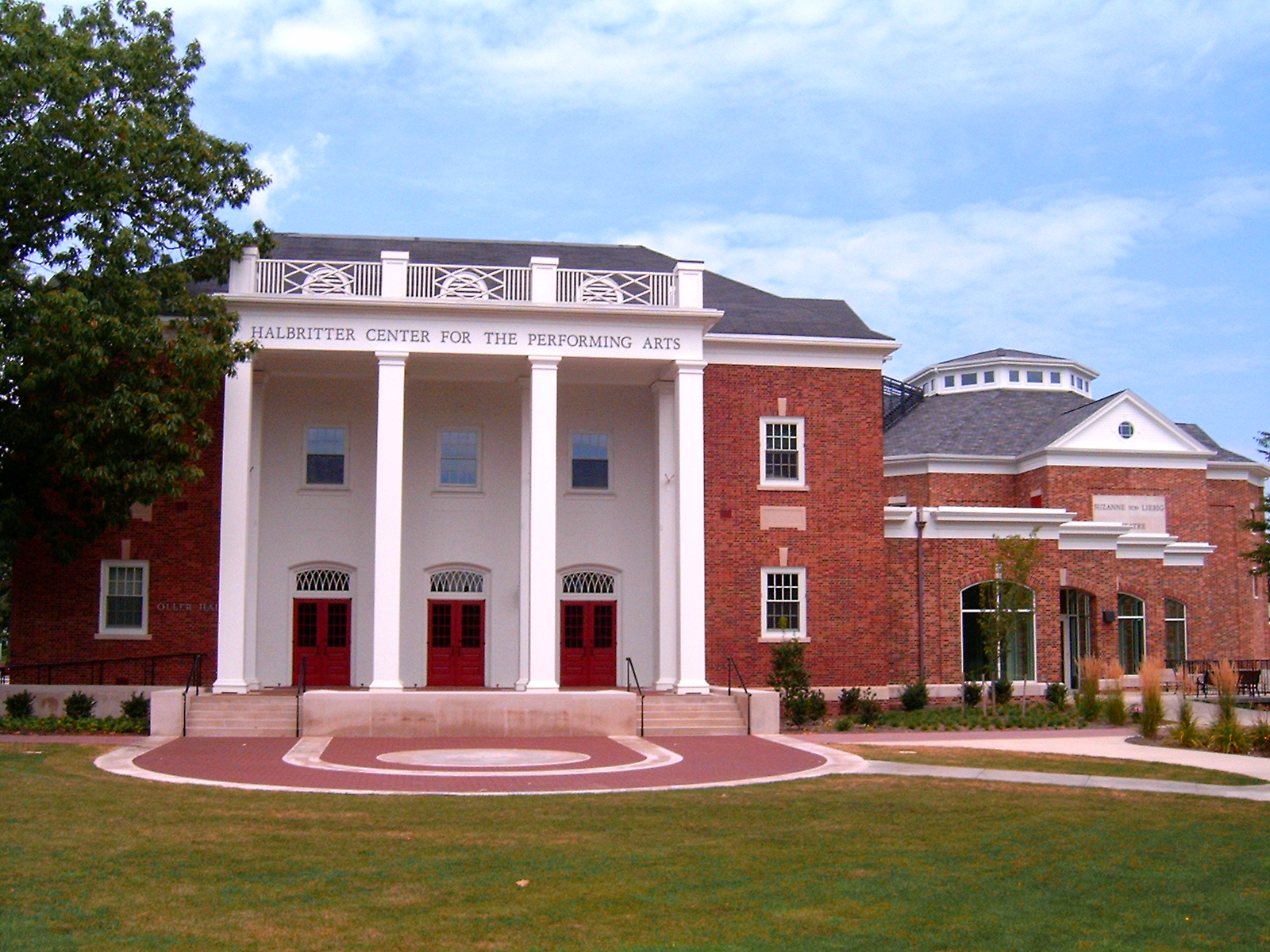
Halbritter Center for the Performing Arts na kampusie Juniata College w Huntingdon.

Huntigdon – miasto w stanie Pensylwania, w hrabstwie Huntingdon nad rzeką Juniata River około 160 km na zachód od Harrisburga. W 2000 roku mieszkało tu 6918 osób na obszarze o powierzchni 9.1 km². Huntingdon leży na trasie kolejowej Filadelfia – Pittsburgh i posiada stację. W mieście znajduje się wyższa szkoła założona w 1876 roku na której studiuje obecnie około 1400 studentów.